# Сарате, Мауро
Ма́уро Мати́ас Са́рате Ри́га (исп. Mauro Matías Zárate Riga; род. 18 марта 1987, Аэдо, Аргентина) — аргентинский футболист, нападающий.

## Карьера

### Клубная
Сарате дебютировал 21 апреля 2004 года за клуб «Велес Сарсфилд» в матче против «Арсенала» (Саранди). В 2006 году он стал лучшим бомбардиром Апертуры с 12 голами, разделив первое место с форвардом Родриго Паласио. 18 июня 2007 года перешёл в клуб из Катара «Аль-Садд» и за первый сезон забил 4 гола в 6 играх, а затем перешёл в «Бирмингем Сити» на правах аренды. За один сезон, проведённый в Англии, Сарате забил 4 гола в 14 матчах. 5 июля 2008 года перешёл в итальянский клуб «Лацио», также на правах аренды. В 2009 римский клуб выкупил права на аргентинца. Общая сумма сделки составила порядка 13 миллионов фунтов. В период выступлений за «Лацио» считался одним из лидеров римской команды.
В сентябре 2010 года Сарате заинтересовались московский «Спартак» и английский «Тоттенхэм Хотспур». В январе 2011 года появились первые слухи о возможном переходе Мауро в петербургский «Зенит». Также интерес к игроку проявил английский «Ливерпуль». В июле 2011 года появились слухи о переходе Сарате в махачкалинский «Анжи». В августе того же года «Лацио» стал рассматривать возможность продажи футболиста, который отказался участвовать в матче еврокубков за римлян из-за того, что главный тренер клуба, Эдоардо Рейя, сказал Мауро на первой тренировке, что его в стартовом составе не будет.
31 августа 2011 года игрок перешёл в миланский «Интернационале» на правах годичной аренды с возможным правом выкупа. Личный контракт был подписан до 30 июня 2015 года.
15 июля 2013 года Мауро перешёл в «Велес Сарсфилд» на правах свободного агента.
28 мая 2014 года заключил трёхлетний контракт с «Вест Хэмом».
В 2015 году перешёл в итальянский клуб «Фиорентина».

### В сборной
В 2007 году Сарате помог сборной Аргентины (до 20 лет) выиграть чемпионат мира среди молодёжных команд, забив в финале победный гол в матче против чешской сборной. В 2008 году главный тренер сборной Аргентины Диего Марадона вызвал Мауро в состав сборной, однако за команду Сарате не играл. Поскольку отец Мауро чилиец, он имел право выступать за сборную Чили. Нападающий на протяжении нескольких лет ждал шанса сыграть именно за сборную Аргентины, но 30 октября 2014 года дал принципиальное согласие выступать за сборную Чили.

## Личная жизнь
Отец Мауро, чилиец Серхио Сарате, был профессиональным футболистом, выступал, в частности, за аргентинский «Индепендьенте». Мауро является самым младшим из пяти братьев. Три его родных брата тоже футболисты. Самый старший — Нестор к футболу отношения не имеет. Серхио завершил карьеру в 2003 году. Ариэль выступает в клубе «Олд Бойз». Роландо — игрок «Велес Сарсфилд».
Женат на Натали, в 2011 году под новогоднюю ночь у них родилась дочь, которую они назвали Миа.

## Достижения

### Командные
«Велес Сарсфилд»
- Чемпион Аргентины: Кл. 2005
- Обладатель Суперкубка Аргентины: 2013

«Лацио»
- Обладатель Кубка Италии: 2008/09, 2012/13
- Обладатель Суперкубка Италии: 2009

Сборная Аргентины (до 20)
- Чемпион мира (до 20 лет): 2007

### Личные
- Лучший бомбардир чемпионата Аргентины: Ап. 2006, Фин. 2014